# Птоломејски декрет
Птоломејски декрет је законик донет од стране староегипатских свештеника током династије Птоломеја. Најпре је сазван египатски краљевски сабор свештеника у част важног догађаја, који се одржао у једном од храмских центара и издао декрет који је дистрибуиран по целој земљи .
Текст уредбе је обично дат на два језика и на три писма - на староегипатском у две верзије, у хијероглифима и демотичком писму, и на старогрчком језику. Због тога су Птоломејеви декрети играли важну улогу у проучавању египатских хијероглифа – откривен 1799. Розетски камен, који је садржао скоро потпуну уредбу о крунисању Птоломеја V, постао је кључ за дешифровање египатских хијероглифа.
Објављивање декрета било је манифестација хеленистичког очувања традиције и ритуала локалног становништва, у комбинацији са укључивањем ових традиција у механизам власти. Њихово објављивање представљало је уступак свештеницима, омогућавајући им да се заузврат користе као политичка база и да стекну већу контролу над оним што се дешавало на селу. Двојезична природа уредби одражава конфронтацију између краљевске и локалне власти .
Текст указа је био формулисан, са заменом потребних фрагмената у зависности од догађаја. Тако су декрети Рафије, Мемфиса и декрети са острва Филе скоро идентични, док се канопски декрет битно разликује од њих .

## Списак декрета
Познати Птоломејеви декрети и њихове копије
- Декрет Канопа* Птолемеј III Еуергет, Канопа 238. п. н. е. јубилеј монарха, обожење кнегињине стеле у Kанопусу 1, 2
- Декрет Рафена Птолемеј IV Филопатор, Мемфис, 217. п. н. е. победа у бици код Рафије стела у Мемфису, стеле у Питому
- Декрет из Мемфиса[ен]* Птоломеј V Мемфис, 196. п. н. е. крунисање камен Розета, стела у Нубарију
- Декрет са острва Фила II Птолемеј V Епифан Александрија, 186. п. н. е. гушење устанка
- Декрет са острва Фила I Птолемеј V Мемфис, 185. п. н. е. уздизање на престо бика Аписа